# Ophrys aghemanii
Ophrys aghemanii là một loài thực vật có hoa trong họ Lan. Loài này được Renz mô tả khoa học đầu tiên năm 1978.